# Avenida Niemeyer
A Avenida Niemeyer é uma avenida que liga três bairros da Zona Sul da cidade do Rio de Janeiro, sendo eles: Leblon, São Conrado e Vidigal. Com cerca de 4,76 km de extensão, a via beira um costão de pedra e o Oceano Atlântico de um lado e parte da encosta do Morro Dois Irmãos do outro. A avenida é vítima de frequentes deslizamentos de terra que ocorrem durante temporais.
Foi inaugurada em 20 de outubro de 1916 pelo prefeito do Distrito Federal na época, Azevedo Sodré, em solenidade marcada pela fixação de uma placa de bronze embutida em granito nas imediações de onde hoje é o Leblon Office. A Avenida Niemeyer teve dois projetistas, sendo um trecho elaborado pelo engenheiro Ricardo Feio e o outro por Paulo de Frontin. Sua função principal é escoar parte do tráfego entre os bairros cariocas do Leblon e de São Conrado, sendo para isso complementado pela Autoestrada Lagoa-Barra.
A via, que corta a franja o Morro Dois Irmãos, é ladeada pela Favela do Vidigal, por residências de luxo e por hotéis. O logradouro, além de ser espaço para tráfego de veículos, também é utilizada para passeios, caminhadas, pescarias e contemplações do mar.
O nome da avenida é uma homenagem a Conrado Jacob Niemeyer, um comendador carioca que concebeu e custeou a via que recebe o seu nome. Seu filho, Álvaro Niemeyer, era engenheiro militar e foi quem projetou a avenida.

## História
Originalmente, a área onde hoje é a Avenida Niemeyer seria trecho de uma ferrovia de 193 quilômetros que ligaria o bairro carioca de Botafogo ao município fluminense de Angra dos Reis. As obras da parcela da ferrovia tangente ao Morro Dois Irmãos foram iniciadas em 1891 pela Companhia Viação Férrea Sapucaí com a escavação de 800 metros. Por pressão da Companhia de Melhoramentos da Lagoa, as obras da ferrovia foram abandonadas. Em 1913, o diretor do Colégio Anglo Brasileiro na época, Charles Weeksteed Armstrong, aproveitou as obras abandonadas visando melhorias no acesso ao seu estabelecimento para veículos e expandiu o trecho feito por mais 400 metros em direção a São Conrado.

A Avenida Niemeyer na década de 1920.

Em 1915, o comendador Conrado Jacob Niemeyer, dono de terras na região, empreendeu e custeou a conclusão da via, estendendo-a por pouco mais de 5 quilômetros, como ofereceu-a como logradouro público à Prefeitura do Rio de Janeiro. Nessa época, a via possuía chão de terra e não possuía muretas de proteção. Alguns anos depois, a avenida seria alargada, com aumento do raio das curvas, e seria pavimentada com a utilização de macadame devido à visita do Rei Alberto, da Bélgica. Em 1922, foi inaugurado pelo prefeito carioca Alaor Prata o Viaduto Rei Alberto, nome dado em homenagem a Alberto I da Bélgica, mais conhecido como Gruta da Imprensa, que retificou uma curva sob uma antiga reentrância no costão do Morro Dois Irmãos.
A Avenida Niemeyer foi trecho do Circuito da Gávea, um circuito de rua que sediava o Grande Prêmio Cidade do Rio de Janeiro, um evento de "baratinhas" realizado de forma não contínua entre 1933 e 1954 e que constituiu um marco do automobilismo nacional visto que colocou o Brasil no mapa das competições internacionais do gênero e foi a fonte de inspiração de uma geração de pilotos brasileiros. Outro fato marcante ligado ao logradouro foi o Caso Cláudia visto que o corpo da jovem Cláudia Lessin Rodrigues, assassinada pelo abastado suíço-brasileiro Michel Frank em julho de 1977 em seu apartamento situado no Leblon, foi jogado despido no costão da avenida.
Algumas propostas para alargar a Avenida Niemeyer foram estudadas nos últimos anos, sem no entanto saírem do papel. Em 1994, foi planejada a duplicação da via no trecho entre o Leblon e o Vidigal. Já em 1998, o então prefeito Luiz Paulo Conde cogitou alargar a via a partir da construção de pistas acima do mar integradas a um túnel que seria feito entre a Avenida Delfim Moreira e o Vidigal. Outra proposta chegou a ser estudada em 2010 para ser parte do pacote de obras visando os Jogos Olímpicos de Verão de 2016.

## Características
A avenida estende-se por cerca de 4,76 km, entre a Avenida Delfim Moreira e a Estrada da Gávea. É caracterizada como uma avenida, dada sua relevância para o trânsito local e visto que permite uma considerável circulação de veículos embora possua apenas uma faixa por sentido. A Avenida Niemeyer tem por função escoar parte do tráfego proveniente dos bairros da Gávea e do Leblon até os bairros da Rocinha e de São Conrado e vice-versa. Por ser muito utilizada por quem deseja acessar a Zona Oeste, é uma importante artéria de trânsito da cidade do Rio de Janeiro. O logradouro também é o único acesso viário ao bairro do Vidigal.
A avenida possui uma faixa no sentido São Conrado e outra no sentido Leblon destinadas ao tráfego de veículos. No trecho tangencial ao Morro Dois Irmãos, a via é margeada pela Ciclovia Tim Maia, uma ciclovia inaugurada em janeiro de 2016 que margeia quase toda a orla do Rio de Janeiro relativa ao Oceano Atlântico.

## Interdição entre 2019 e 2020

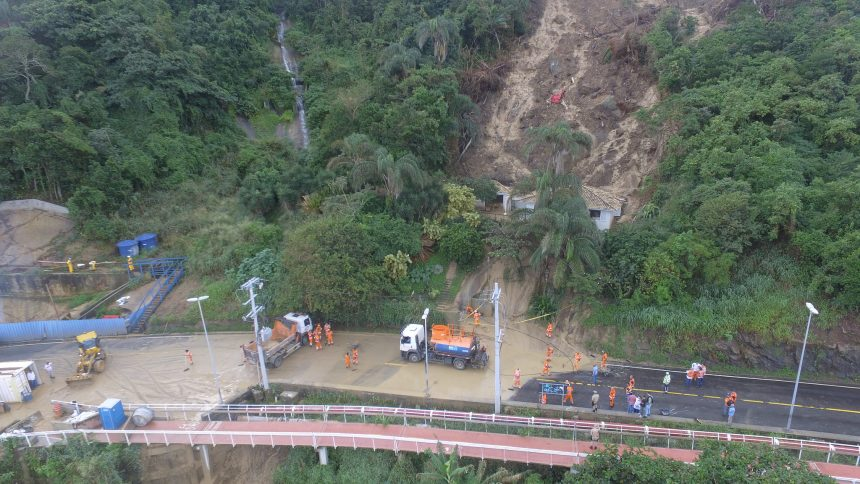
Avenida Niemeyer interditada após deslizamento de terra ocorrido em maio de 2019.

No dia 6 de fevereiro de 2019, um deslizamento de terra na Avenida Niemeyer, ocorrido devido a um temporal, atingiu dois ônibus que trafegavam na via, o que ocasionou a morte de duas pessoas que se encontravam dentro de um dos veículos e fez com que um trecho da Ciclovia Tim Maia desabasse. A via ficou fechada até o dia 18 do mesmo mês. Em 18 de maio de 2019, a Avenida Niemeyer foi novamente interditada, dessa vez por 36 horas, devido a um novo deslizamento de terra que aconteceu após chuva moderada e ocasionalmente forte e que tomou a pista da avenida e parte da Ciclovia Tim Maia. No dia 24 de maio de 2019, o Ministério Público do Estado do Rio de Janeiro (MPRJ) ingressou com uma medida cautelar, em caráter de urgência e por meio da 2ª Promotoria de Justiça de Tutela Coletiva de Defesa da Ordem Urbanística da Capital, para que houvesse a imediata interdição do tráfego de veículos na Avenida Niemeyer devido à elevada possibilidade de novos deslizamentos de terra sobre a via.
No dia 28 de maio de 2019, a Avenida Niemeyer foi interditada pela Prefeitura do Rio de Janeiro em cumprimento a uma decisão da Tribunal de Justiça do Estado do Rio de Janeiro (TJRJ). A decisão, tomada pela juíza titular da 3ª Vara da Fazenda Pública, atendeu ao pedido do MPRJ feito dias antes. A sentença determinou o fechamento imediato da via nos dois sentidos para circulação de veículos motorizados e não motorizados, preservados os acessos controlados de moradores locais e de demais pessoas autorizadas por eles às vias de circulação viária secundária e a endereços localizados no entorno somente acessíveis pela utilização da via. Segundo o Centro de Operações Rio (COR), certos bairros da Zona Sul (Gávea, Ipanema, Jardim Botânico, Lagoa, Leblon e São Conrado) seriam os mais impactos com o fechamento da via e haveriam "reflexos significativos" na saída da Barra da Tijuca pela Avenida Armando Lombardi. As seguintes opções alternativas foram indicadas pelo COR: Alto da Boa Vista, Grajaú-Jacarepaguá, Linha Amarela e Metrô do Rio de Janeiro.

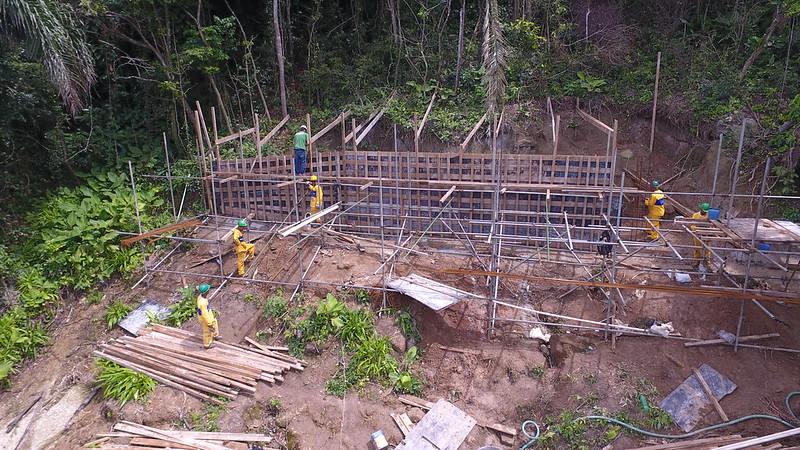
Obra de contenção na encosta da Avenida Niemeyer, no final de 2019.

Devido à interdição, a Prefeitura do Rio de Janeiro determinou a realização de diversas obras de contenção nas encostas da Avenida Niemeyer visando sua reabertura. As obras, realizadas pela Geo-Rio, visam a prevenção e a eliminação de riscos geológicos na região. Dentre as intervenções realizadas, estão a colocação de drenos profundos, o restabelecimento do sistema de drenagem, a eliminação de contribuição de esgoto e a instalação de cortinas atirantadas. Moradias em áreas de risco na região foram demolidas por determinação da Subsecretaria de Habitação do município. Após a conclusão das obras e a reabertura da via, prevê-se a adoção de um protocolo específico para a circulação de veículos na avenida.
Em fevereiro de 2020, a Prefeitura do Rio de Janeiro entrou com um pedido no Superior Tribunal de Justiça (STJ) para a reabertura da via, visto que a interdição da mesma estaria sendo abusivo e usado politicamente contra Marcelo Crivella, o prefeito da cidade. No dia 6 de março de 2020, o presidente do STJ na ocasião, João Otávio de Noronha, determinou a reabertura da Avenida Niemeyer após 9 meses. O ministro levou em consideração, entre outros pontos, o prejuízo à mobilidade urbana, a lesão à economia da cidade, o término das obras de geotécnica realizadas pela prefeitura e a interferência indevida do Tribunal de Justiça do Estado do Rio de Janeiro em matéria de competência do poder executivo. A via foi reaberta no dia seguinte pelo então prefeito carioca Marcelo Crivella.

## Pontos de interesse

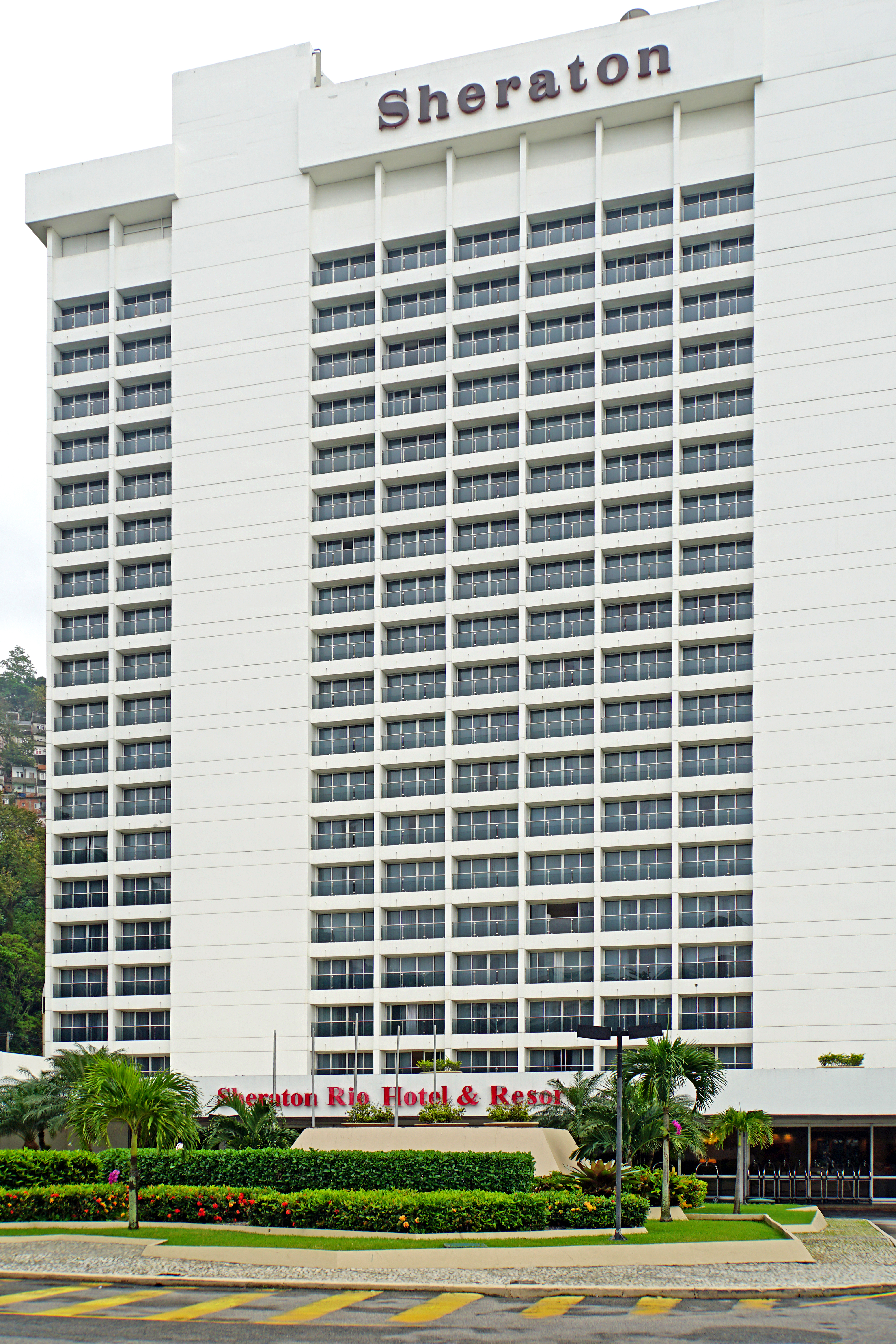
Fachada do Sheraton Gran Rio Hotel & Resort.

Os seguintes pontos de interesse situam-se na Avenida Niemeyer:
- Mirante do Leblon
- Mirante da Niemeyer
- Favela Chácara do Céu
- Sheraton Grand Rio Hotel & Resort
- Condomínio Costa Brava
- Favela do Vidigal
- Motel Vip's
- Ladeira das Yucas
- Praia de São Conrado
- Gran Meliá Nacional Rio de Janeiro
- Acessos à Estação São Conrado do Metrô do Rio de Janeiro